# Алі-Дарзі (Саве)
Алі-Дарзі (перс. علي درزي) — село в Ірані, у дегестані Ак-Кагріз, у бахші Новбаран, шагрестані Саве остану Марказі. За даними перепису 2006 року, його населення становило 88 осіб, що проживали у складі 23 сімей.

## Клімат
Середня річна температура становить 13,70 °C, середня максимальна – 32,83 °C, а середня мінімальна – -8,87 °C. Середня річна кількість опадів – 261 мм.
| Клімат поселення                              | Клімат поселення | Клімат поселення | Клімат поселення | Клімат поселення | Клімат поселення | Клімат поселення | Клімат поселення | Клімат поселення | Клімат поселення | Клімат поселення | Клімат поселення | Клімат поселення | Клімат поселення |
| Показник                                      | Січ.             | Лют.             | Бер.             | Квіт.            | Трав.            | Черв.            | Лип.             | Серп.            | Вер.             | Жовт.            | Лист.            | Груд.            |                  |
| Середній максимум, °C                         | 8,42             | 10,24            | 15,68            | 22,24            | 26,73            | 31,84            | 32,83            | 31,62            | 27,37            | 21,99            | 15,37            | 8,99             |                  |
| Середня температура, °C                       | −0,23            | 1,62             | 7,04             | 13,62            | 18,08            | 23,20            | 26,65            | 25,44            | 21,18            | 15,80            | 9,18             | 2,82             |                  |
| Середній мінімум, °C                          | −8,87            | −7,03            | −1,6             | 4,95             | 9,44             | 14,55            | 20,47            | 19,25            | 15,00            | 9,63             | 2,99             | −3,37            |                  |
| Норма опадів, мм                              | 36               | 35               | 47               | 36               | 27               | 4                | 1                | 1                | 0                | 12               | 24               | 38               |                  |
| Середньомісячна швидкість вітру, м/с          | 1.47             | 2.10             | 3.03             | 3.19             | 2.80             | 2.69             | 2.78             | 2.65             | 2.36             | 2.29             | 1.94             | 1.51             |                  |
| Середньомісячна сонячна радіація, кДж/м²·день | 8894             | 11859            | 14309            | 17942            | 22035            | 26340            | 25828            | 23576            | 20109            | 14684            | 10648            | 8608             |                  |
| --------------------------------------------- | ---------------- | ---------------- | ---------------- | ---------------- | ---------------- | ---------------- | ---------------- | ---------------- | ---------------- | ---------------- | ---------------- | ---------------- | ---------------- |
| Джерело:                                      |                  |                  |                  |                  |                  |                  |                  |                  |                  |                  |                  |                  |                  |